# Sister Nivedita
Sister Nivedita (* 28. Oktober 1867 in Dungannon als Margaret Elizabeth Noble; † 13. Oktober 1911 in Darjeeling) war als Schülerin Swami Vivekanandas in Indien als Sozialreformerin in der Wohltätigkeits- und Bildungsarbeit sowie als Autorin tätig.

## Biografie

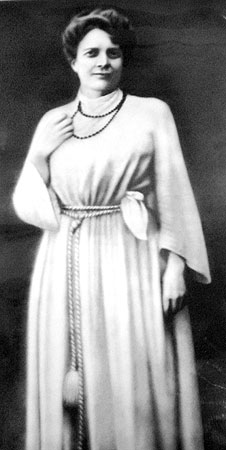
Sister Nivedita

Margaret Elizabeth Noble wurde am 28. Oktober 1867 in Dungannon, Nordirland, als Tochter des Pastors Samuel Richmond Noble und Mary Esabel Noble geboren. Nach dem Tod ihres Vaters, als sie zehn Jahre alt war, wurde sie von ihrem Großvater Hamilton mütterlicherseits, einem der führenden Männer in der Freiheitsbewegung in Irland, erzogen.
Ihre schulische Ausbildung erhielt sie zunächst auf einer an Strenge und Disziplin ausgerichteten kirchlichen Internatsschule in London. Danach besuchte sie gemeinsam mit ihrer Schwester das von der kongregationalistische Kirche gestiftete Halifax College, dessen damalige Direktorin, Mitglied der freikirchlichen Brüderbewegung (Plymouth Brethen), Wert auf die Vermittlung der Relevanz des persönlichen Glaubens der Schülerinnen legte. 
Margaret erhielt Unterricht in Physik, Kunst, Musik und Literatur und zeigte sie sich interessiert an religiösen und sozialpolitischen Themen.
Mit siebzehn Jahren absolvierte sie ihre Ausbildung zur Lehrerin und engagierte sich seither in der Bildungsförderung, vornehmlich für Kinder.
1884 eröffnete sie die Rushkin-Schule in Wimbledon zur Ausbildung von Kindern und Erwachsenen und war Mitbegründerin des Congress of Modern Pedagogy, der das Konzept der kindlichen Erfahrungen in den Mittelpunkt seiner Pädagogik stellte.  Referierend auf die Pädagogik Fröbels und Pestalozzis engagierte sie sich in der Bildungsarbeit. Zur Verbreitung ihrer Ansichten verfasste sie Zeitungsartikel und publizierte Magazine.
Im November 1895 nahm sie an einer Lesung Swami Vivekanandas über die vedantische Philosophie im Salon einer englischen Aristokratenfamilie teil. Anschließend widmete sie sich dem Studium seiner Schriften und begeisterte sich zunehmend für die Lehren des sannyàsin, sodass sie ihn bald zu ihrem geistigen Vorbild (Guru) erhob.  Vivekananda nahm sich der von ihr an den Tag gelegten Aufrichtigkeit und Entschlossenheit an.
Nachdem er sie über die rezenten Umstände Kolonialindiens und die hinter diesem, von Armut gezeichneten und im kolonialen Diskurs als „bildungsfern und unzivilisiert“ propagierten Indien, stehende „ewige […] spirituelle Geschichte“  des Landes unterrichtet hatte, reiste sie im Januar 1898 nach Indien, um sich dort an Vivekanandas Maßnahmen zur Errichtung einer indischen Nation zu beteiligen. Delegiert wurde Margaret von diesem die Aufgabe der Frauenbildung, da diese, so Vivekanandas Überzeugung, ausschließlich von ausländischen Frauen, wie Magaret, die sich durch Aufrichtigkeit, Reinheit und Liebe, Strebsamkeit auszeichne, übernommen werden könne: 

‘Let me tell you frankly that I am now
convinced that you have a great future in the work
for India. What was wanted was not a man, but a
woman—a real lioness—to work for Indians,
women especially. India cannot yet produce great
women, she must borrow them from other nations.
Your education, sincerity, purity, immense love,
determination and above all, the Celtic blood make
you just the woman wanted.’
Ihre Ansprechpartnerin und geistige Leitfigur in Indien wurde Sri Sri Ma Sarada Devi (1853–1920), Witwe Ramakrishnas, die als „Heilige Mutter“ ihres Ordens galt. Für Magaret verkörperte sie eine unvergleichliche Persönlichkeit, charakterisiert durch Liebe, Reinheit, Einfachheit und Fürsorge. Vivekananda nahm ihr das Gelübde als Brahmacharya ab und verlieh ihr den Namen „Nivedita“. Bis 1902 war sie Mitglied in der Ramakrishna Mission (1897 von Vivekananda gegründet). Nivedita starb am 13. Oktober 1911 in Darjeeling.

## Bildungsarbeit
1898 eröffnete Nivedita in einem Zimmer in einem Armenviertel in Kalkutta eine Mädchenschule, die Ramkrishna Sarada Mission Sister Nivedita Girls' School für indische Mädchen, die noch heute besteht. Sie engagierte sich in der Jugendarbeit und übte großen Einfluss auf die junge Generation aus.

Bald schon begriff sie ihre Lehrtätigkeit als Wohltätigkeitsarbeit nicht nur für die indische Bevölkerung, sondern als Teil des Globalprojekts Vivekanandas, der gesamten Menschheit durch die indische Spiritualität den Weg zu weisen. 

Laut Vivekananda solle sie sich dabei, ein Beispiel an der Selbstlosigkeit Buddhas nehmen. Um den Bau von weiteren Bildungseinrichtungen und die Bildungsförderung der indischen Bevölkerung voranzutreiben, unternahm sie Reisen nach England und in die USA (1899–1902), um dort finanzielle Unterstützung zu ersuchen. Während der Jahre 1902–1904 hielt sie Reden in Patna, Lucknow, Varanasi, Bombay, Nagpur und Madras, in denen sie an das nationale Selbstbewusstsein der Inder appellierte und sie ermutigte, für die Unabhängigkeit ihres Landes einzustehen. Den Erlös all ihrer Publikationen investierte sie ebenfalls in den Bau von Schulen und die Bildungsförderung.

## Krankenhilfe
Nach der Flutkatastrophe in Ost-Bengalen und der darauffolgenden Hungersnot, leistete Nivedita aktive Hilfe und rekrutierte die Jugend, beim Wiederaufbau zu helfen. Über die Untätigkeit der britischen Machthaber in der Krisensituation Bengalens informierte sie in Zeitungsartikeln.
Während der Pestepidemie in Indien war sie als Krankenschwester tätig.

## Nationalpolitisches Engagement
Nivedita appellierte an die Jugend, nationalen Stolz und Selbstbewusstsein zu entwickeln und an der Befreiung der britischen Vorherrschaft mitzuarbeiten. Erreichen wollte sie dies über ein nationales Bildungsprogramm und nationalpolitische Reformen.
Dabei postulierte sie das Potential der Spiritualität Indiens, sich über die Vorherrschaft des materialistisch orientierten Westens hinwegsetzen zu können, affirmierte zeitgleich jedoch westliche Ideale als notwendiges Moment der Entwicklung Indiens:
"Our art, our science [...] for the last sixty years, are filled with the voices of despair [...] the culture of the West can but stay and cry, "to him that hath shall be given, and from him that hath shall be taken away even that which he hath" [...] Is this also the verdict of Eastern wisdom? If so, what hope ist there for humanity? I find in my Master's life (i.e. Vivekananda) an answer to this question. I see in him the heir to the spiritual discoveries and religious sstruggles of innumerable teachers and saints in the past of India and the world, and at the same time the pioneer and prophet of a new and future order of development." (aus Niveditas Essay "The Modern Despair")
In den Lehrmeinungen Vivekanandas, zu welchen sie sich in orthodoxer Weise bekannte, und die sie als Kern des Hinduismus verstanden wissen wollte, lag, Nivedita zufolge, die universale Wahrheit über Religion, den menschlichen Charakter und deren Relation zueinander begründet:
„[Hinduism is] almost alone amongst formulated faiths, has a section devoted to absolute and unisversal truths…“ 
„The object of all religious systems is the formation of character.“
Nivedita stand in Kontakt mit führenden Persönlichkeiten, u. a. Sri Aurobindo, der ersten Unabhängigkeitsbewegung (Swadeshi-Bewegung) Indiens, die 1905 vom Bengal Partition Act of Curzon angestoßen wurde, und ermöglichte den Informationstransfer zwischen der Politik Großbritanniens (in Europa und in Indien) und der Indiens.
Prägenden Einfluss hatte sie außerdem auf Rabindranatha Tagore sowie namhafte Politiker wie Surendranath Bannerjea, Gopalakrishna Gokhale, Ramesh Chandra Dutta, Bipin Chandra Pal und Aurobindo Ghosh.

## Meinungen über Nivedita
Rabindranath Tagore: "I had felt her great power, but with all that I understood that her path was not for me. She was a versatile genius, and there was another thing in her nature; that was her militancy. She had power and she exerted that power with full force on the lives of others. When it was not possible to agree with her, it was impossible to work with her." 

Mr. A.J. F. Blair: "A tall, robust woman in the very prime of life. Her face in repose was almost plain. The cheekbones were high and the jaws were supreme. The face at the first glance expressed energy and determination, but you would hardly have looked at it again but for the forehead and the eyes. The eyes were a calm, deep blue, and literally lit up the whole countenance." 

Mr. Nevinson: "It is as vain to describe Sister Nivedita in two pages as to reduce fire to a formula and call it knowledge. There was, indeed, something flame-like about her, and not only her language but her whole vital personality often reminded me of fire. Like fire, and like Shiva, Kali, and other Indian powers of the spirit, she was once destructive and creative, terrible and beneficent."

## Niveditas Rolle im kolonialen Diskurs
Als Mittelperson europäischer Abstammung zwischen britischer Kolonialmacht, der indischen Bildungselite (u. a. Swami Vivekanandas) und der indischen Bevölkerung  wirkte Niveditas Positionierung im kolonialen Diskurs prägend auf die Identitätsbildung der indischen Bevölkerung.

Durch ihr sozialpolitisches Engagement, in ihren Publikationen und Reden affirmierte sie die dichotome Diskursstruktur der Kolonialzeit, in der sich der „materialistische Westen“ und der „spirituelle Osten“ antagonistisch gegenüberstanden. In Abgrenzung zum „materialistischen Westen“, der sich selbst in Superposition zum „spirituellen Osten“ verstand, propagierte Nivedita in Anlehnung an Vivekanandas Neu-Interpretation des Advaita Vedanta (i.e. Neohinduismus) die „spirituelle Überlegenheit“ Indiens. Auch in der Zeit nach Nivedita fungierte die „indische Spiritualität“ in der Narration indisch nationalistischer Reformbewegungen als das maßgebliche Moment des neuen indischen Selbstbildes und Selbstbewusstseins, sich als autonome Gesellschaft von der Vorherrschaft des Westens lossagen zu können.

## Werke
- Kali the Mother (1900)
- The Web of Indian Life (1904)
- Studies from an Eastern Home (1913)[12]